# Theodor Kerschner
Theodor Kerschner (* 30. Juni 1885 in Urfahr; † 16. April 1971 ebenda) war ein österreichischer Zoologe und Museumsleiter.

## Leben
Theodor Kerschner maturierte an der Realschule in Linz und studierte 1904 bis 1910 Zoologie an der Universität Graz. Seit 1904 gehörte er der Grazer akademischen Burschenschaft Cheruskia an. 1913 wurde er Mandatar, 1914 wissenschaftlicher Mitarbeiter und Vorstand der biologischen Abteilung am Francisco-Carolinum. Nach dem Kriegsdienst im Ersten Weltkrieg war er nach 1918 wieder im Museum bedienstet. 1926 bis 1941 war er Landesbeauftragter für Naturschutz in Oberösterreich.
1937 bis 1945 war Kerschner Direktor des Oberösterreichischen Landesmuseums. Am 22. Mai 1938 beantragte er die Aufnahme in die NSDAP und wurde rückwirkend zum 1. Mai desselben Jahres aufgenommen (Mitgliedsnummer 6.315.724). 1939 bis 1945 war er Ratsherr der Stadt Linz. 1945 wurde er von der amerikanischen Besatzungsmacht abgesetzt und kurzfristig interniert.
Theodor Kerschner verfasste den Entwurf des ersten oberösterreichischen Naturschutzgesetzes (Gesetz vom 27. November 1927, LGuVBl 6/1928). 1939 wurde er Gaubeauftragter für Naturschutz beim Reichsstatthalter für Oberdonau, von 1941 bis 1942 war er fachlicher Dezernent der Höheren Naturschutzbehörde.
Um 1950 bemühte sich Kerschner als einer der ersten Naturschützer damals erfolglos um den Schutz der Auhirsche und der Schaffung eines Aureservates zwischen Linz und Enns.
Kerschner war letzter Obmann des Vereines für Naturkunde in Oberösterreich, der den Botanischen Garten der Stadt Linz gegründet hatte und übergab diesen der Stadt Linz. Er war Funktionär einiger kultureller Vereine und Mitentwickler des Österreichischen Naturschutzbundes.

## Publikationen (Auswahl)
- Theodor Kerschner, Josef Schadler: Geschichte der naturwissenschaftlichen Sammlungen des Oberösterreichischen Landesmuseums. In: Jahrbuch des Oberösterreichischen Musealvereines. Jahrgang 85, Linz 1933, S. 345–479 (zobodat.at [PDF]).